# Ульпий Лимений
Ульпий Лимений (лат. Ulpius Limenius) — государственный деятель Римской империи середины IV века, консул 349 года.

## Биография
В 342 году Лимений занимал должность проконсула Константинополя. Будучи проконсулом он вступил в открытый конфликт с известным ритором Либанием, которого вынудил в итоге покинуть Константинополь (в связи с чем Либаний в своей речи «Жизнь или о собственной доле» отзывается о нём крайне негативно).
В 347 год Лимений был префектом претория Италии и Африки (став первым префектом этой только что созданной императором Константом префектуры) и, одновременно, префектом города Рима (с 12 июня 347 по 8 апреля 349). В 349 году был назначен консулом вместе с Аконием Катуллином, но пробыл им недолго — очевидно, он умер 8 апреля 349 года, занимая высшие посты в государстве — префекта Рима и консула.